# Cybister sumatrensis
Cybister sumatrensis är en skalbaggsart som beskrevs av Régimbart 1883. Cybister sumatrensis ingår i släktet Cybister och familjen dykare. Inga underarter finns listade i Catalogue of Life.